# Edna Mode
Edna Marie "E" Mode è un personaggio immaginario dei film d'animazione pixar Gli Incredibili - Una "normale" famiglia di supereroi e Gli Incredibili 2.
Ideata da Brad Bird, regista e sceneggiatore dei due film, Edna Mode è una stilista di fama mondiale estremamente abile nella realizzazione di costumi per supereroi, la quale torna a lavorare per Mr. Incredibile e la famiglia Parr dopo la loro uscita dall'anonimato.

## Biografia del personaggio
Edna appare per la prima volta in Gli Incredibili - Una "normale" famiglia di supereroi come stilista supereroi e amica intima dei protagonisti. Durante "l'era d'oro dei supereroi", Edna è una dei pochi ospiti che partecipano alla cerimonia di nozze privata di Bob ed Helen Parr, allora meglio conosciuti come i supereroi Mr. Incredible ed Elastigirl. Dopo che i supereroi sono stati costretti a ritirarsi a seguito di una serie di cause ed Edna si è dovuta ritirare dal suo lavoro a causa delle restrizioni del governo, il personaggio non appare più fino a circa metà del film quando viene inaspettatamente visitata da Bob che ha ripreso il lavoro di supereroe sotto copertura, un segreto che tiene nascosto alla sua famiglia. Egli inizialmente chiede ad Edna di riparare semplicemente il suo costume originale, ma alla fine lo convince a consentirle di progettare un abito completamente nuovo a condizione che i mantelli non siano inclusi. Facendo ciò, pone fine alla sua pausa di 15 anni dal lavoro di stilista per supereroi. Più avanti nel film, Helen visita Edna nella speranza di scoprire maggiori informazioni su dove si trovi Bob, scoprendo così che aveva progettato un set completo di tute coordinate per la loro famiglia. Sebbene il loro incontro sia breve, Edna fornisce a Helen l'incoraggiamento di cui ha bisogno per riprendere la sua identità di Elastigirl in modo da salvare suo marito (e il loro matrimonio), oltre a rivelarle di aver inserito un dispositivo di ricerca nella tuta di quest'ultimo e di conseguenza indicandole la sua posizione esatta. 
Edna ritorna nel sequel del film, Gli Incredibili 2. Quando Helen viene reclutata da una coppia di imprenditori per cambiare la percezione del pubblico sui supereroi e quindi quando torna a lavorare nei panni di Elastigirl, Edna è sconvolta nel sapere che il costume di quest'ultima è stato progettato da un suo designer rivale. Bob viene presto sopraffatto dai superpoteri emergenti di Jack-Jack e recluta Edna per aiutarlo a controllare il figlio. Sebbene la donna inizialmente sia riluttante a fare da babysitter al bambino, presto sviluppa una forte simpatia per quest'ultimo e gli bada durante la notte gratuitamente: durante questo periodo, aggiorna la sua tuta con dei sensori e un telecomando in modo che la famiglia possa monitorare i suoi poteri e reintegrarli quando necessario. Dà il completo migliorato a Bob in una borsa personalizzata, che è segnata dal suo logo che incorpora i suoi classici occhiali da vista.

### Poteri e abilità
Edna ha un intelletto di livello geniale ed è una eccezionale inventrice con una specialità in costumi da supereroe. 
Ha disegnato e fabbricato le tute della famiglia Parr in modo che si adattino alle straordinarie abilità di ogni indossatore:
- per Bob è estremamente resistente a tagli, lacerazioni, strappi e minacce esterne (come le esplosioni);
- per Helen è indistruttibile, estremamente elastica e "respira come cotone egiziano";
- per Violetta è fatta in modo che diventi invisibile quando lei diventa tale;
- per Flash può far resistere la sua velocità all'attrito dell'aria, all'usura e al calore;
- per Jack-Jack è comoda, anti-proiettile, elastica, resistente al fuoco e comprende una carica di schiuma ignifuga commestibile in caso di combustione umana spontanea.

Oltre ad essere lavabili come vestiti comuni e indistruttibili, sono dotati di congegni di rilevamento a GPS. Per il costume di Jack-Jack è compreso anche un telecomando per i vari dispositivi installati, compresa la carica di schiuma per le fiamme.

## Sviluppo

### Creazione e voce

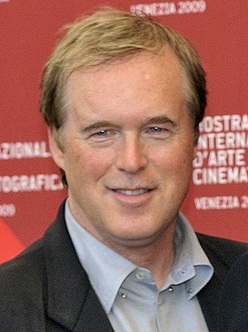
Oltre ad aver creato il personaggio, lo sceneggiatore e il regista di entrambi i film Brad Bird doppia in lingua originale Edna, usando un accento unico che si incontra tra quello tedesco e quello giapponese.

Dopo aver visto film e programmi televisivi a tema di supereroi prima di sviluppare Gli Incredibili, Bird si era chiesto chi fosse il responsabile della realizzazione degli elaborati costumi dei supereroi. Bird ha concepito Edna pensando che, nonostante presentino personaggi vestiti con costumi stravaganti e fantasiosi, i film sui supereroi tradizionali raramente offrono spiegazioni sulle origini di questi abiti. Ha spiegato che se il mondo fosse popolato di supereroi, ci sarebbero naturalmente persone responsabili della progettazione dei loro costumi che dovrebbero anche avere un passato di scienza e ingegneria, immaginando così Edna come scienziata e genia tecnica, oltre ad essere una stilista di moda. Edna è considerata uno dei primi tentativi dello studio di avvicinarsi alla commedia nera, che è particolarmente dimostrato dalla scena in cui il personaggio cita diversi esempi di mantelli che hanno portato direttamente alla morte di numerosi supereroi.
Il nome di Edna deriva da EMode, un software Pixar utilizzato al momento della realizzazione del film. Bird ha definito Edna il "personaggio più divertente" che aveva scritto per il film. Edna è doppiata in lingua originale da Bird. Il doppiaggio per il personaggio è nata durante un preciso processo del film, nel quale vari impiegati della Pixar forniscono voci ai personaggi, mentre i registi e gli animatori organizzano il ritmo e la messa in scena del film per "averne un'idea". Anche se queste voci vengono in genere sostituite da attori professionisti e doppiatori, ci sono alcune situazioni in cui le voci non cambiano, come nel caso della voce che Bird aveva usato per Edna. Il ruolo è stato offerto all'attrice e comica Lily Tomlin, a cui è stata inviata una registrazione di battute di Edna doppiate da Bird; Tomlin ha rifiutato dopo aver ascoltato l'interpretazione di Bird, capendo di non poter doppiare il personaggio in modo divertente come lui. I colleghi di Bird hanno trovato difficoltà a convincerlo a prestare la voce al personaggio. Cedendo alla "domanda popolare" dei suoi colleghi, Bird ha scherzato sul fatto che alla fine si è scelto come Edna semplicemente perché era sia economico che disponibile.
Bird ha descritto la voce di Edna come una combinazione degli accenti giapponese e tedesco, decidendo di trarre influenza da questi paesi perché "sono due piccoli paesi che hanno un design sorprendente e una tecnologia straordinaria". Nelle versioni italiane e francesi del film, Edna è doppiata da Amanda Lear, che offre un'interpretazione più seducente e "pungente". La Lear ha affermato che il doppiaggio della voce di Edna non è stato un lavoro facile, ma ha accettato dopo aver visto il film al Festival di Cannes, al fine di realizzare il suo sogno di doppiare un personaggio Disney.

### Personalità, design ed influenze

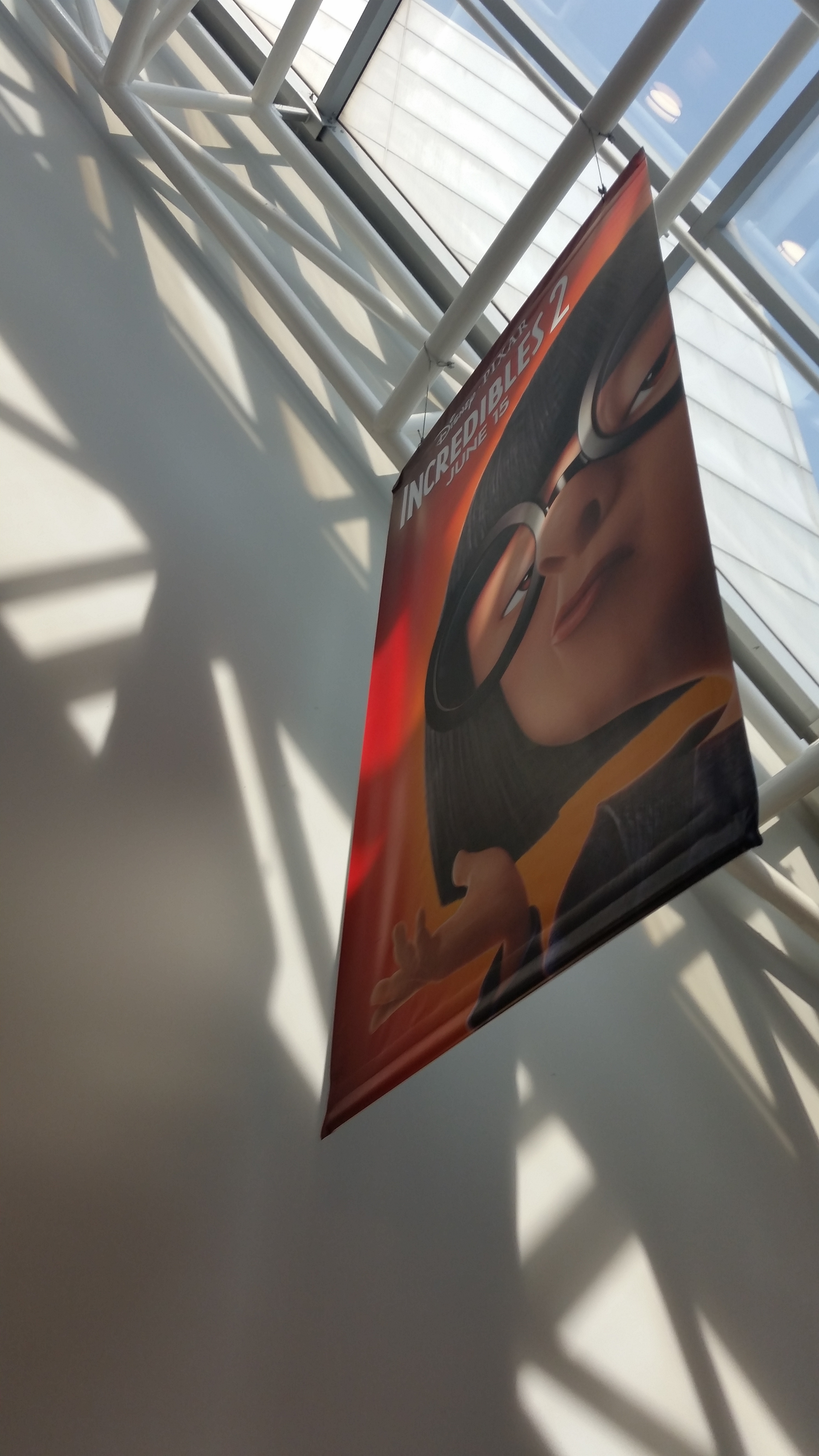
Un manifesto di Edna Mode

Bird ha dichiarato che lui condivide alcuni dei tratti della personalità di Edna, in particolare il modo in cui desidera essere coinvolto in ogni aspetto creativo dei suoi progetti. Bird ha definito Edna uno dei personaggi più difficili da progettare per il film. Il suo aspetto ha subito diversi cambiamenti durante il processo di sviluppo e, essendo ispirata dal grande impatto che paesi come il Giappone e la Germania hanno sul mondo nonostante siano relativamente piccoli in termini di dimensioni, Bird ha deciso che Edna avrebbe dimostrato questo tema rappresentando "un personaggio minuscolo che domina la stanza quando vi entra". La sua casa high-tech è stata appositamente progettata per essere significativamente più grande di quanto sia lei per enfatizzare ulteriormente questo tema di dominanza. La piccola statura di Edna è stata ispirata anche dalla cantante Bette Midler; il regista ha ricordato di essere stato sorpreso dall'altezza della Midler quando l'ha incontrata per la prima volta perché "lei domina assolutamente lo schermo. E mi ha colpito la personalità di questo piccolo corpo". In termini di animazione, Bird voleva che tutti i personaggi del film si muovessero in modo diverso l'uno dall'altro, fornendo a Edna una camminata molto fiduciosa per rappresentare il fatto che "non ha mai avuto dubbi nella sua vita". Secondo Bird, Edna, nonostante la sua piccola statura, è l'unica non supereroina ne Gli Incredibili in grado di far sentire i supereroi a disagio. Bird ha descritto Edna come un personaggio che "non è intimidito dai supereroi e da nessuno", rifiutando di accettare la parola "no" quando viene usata in opposizione alle sue opinioni o credenze. Fisicamente molto bassa, dai capelli corti e neri a caschetto, grandi occhiali dello stesso colore e un naso a patata, Bird la voleva moderna ed elegante allo stesso tempo.
L'etnia di Edna è stata identificata come metà tedesca e metà giapponese. Si ritiene che sia l'aspetto fisico che la voce di Edna siano basati su quelli della costumista Edith Head, con cui condivide i suoi occhiali rotondi e il taglio bob nero. Il regista ha rifiutato di confermare le influenze del personaggio, insistendo sul fatto che Edna "non si basa su una persona specifica". Tuttavia, l'animatore Teddy Newton, che ha co-creato Edna con Bird, ha rivelato che lui e la Pixar sono stati ispirati dal film Sbottonate, un documentario che raffigura la petulanza dello stilista Isaac Mizrahi e dello stilista Polly Allen Mellen.In un articolo che discute su chi possa essere basata Edna, Steve Daly di Entertainment Weekly ha citato la caporedattrice di Vogue Anna Wintour, la designer Coco Chanel e l'attrice Lotte Lenya come possibili influenze, mentre altri critici hanno sospettato che il personaggio possa essere ispirato anche da Mary Quant e Una Jones.
Per il sequel, il direttore artistico Bryn Imagire ha deciso di incorporare maggiormente le origini giapponesi di Edna nei suoi due nuovi costumi, basandoli sul lavoro dei costumisti giapponesi Rei Kawakubo, Eiko Ishioka e Chitose Abe. Deanna Marsigliese aveva il compito di creare un'intera linea di abiti disegnata da Edna, per la quale le era stato consigliato di "pensare come Edna". Anche se alla fine la linea di abbigliamento completa non appare nella versione finale del film, Marsigliese ha considerato l'esperienza come "uno studio nel personaggio di Edna", durante il quale ha tratto ispirazione dall'aspetto e dal guardaroba di Edna nel primo film. Imagire ha disegnato circa 25 potenziali costumi per Edna, 15 dei quali ha mostrato a Bird prima che i due definitivi fossero decisi: un semplice abito color indaco e un kimono nero e rosso.

## Caratterizzazione
Secondo Matthew Brunson di Creative Loafing, Edna è il personaggio che contribuisce maggiormente al lato comico del primo film. Hischak ritiene che Edna offra "un punto di vista completamente nuovo nel mondo dei supereroi". Vogue Italia ha pubblicato una biografia su Edna, in cui l'autrice Valentina Fabbri l'ha descritta come un personaggio che "sa di essere la migliore e non lo nasconde, e la sua mancanza di modestia è eguagliata solo dalla sua intuizione", con il quale è praticamente impossibile avere una conversazione perché "tende a dominare". Victoria Robertson di ScreenRant ha osservato che il personaggio "ha molta personalità racchiusa in una piccola statura, rendendo suoi tratti stereotipati spesso attribuiti ai designer". Oliver Lyttelton di IndieWire ha identificato Edna come probabilmente il personaggio più intelligente del film. Q13 Fox ha descritto Edna come "una designer di talento, un’energica coach di vita e un’arguta chiacchierona". BuddyTV crede che l’ '"atteggiamento audace ed eccentrico" del personaggio sia eguagliato solo dal suo notevole talento. Secondo Kevin Carr di Film School Rejects, Edna "non prende in giro nessuno" ma "lo fa con equilibrio e orgoglio". Carla Meyer per il San Francisco Chronicle ha scritto che Edna è "più una caricatura che un personaggio".

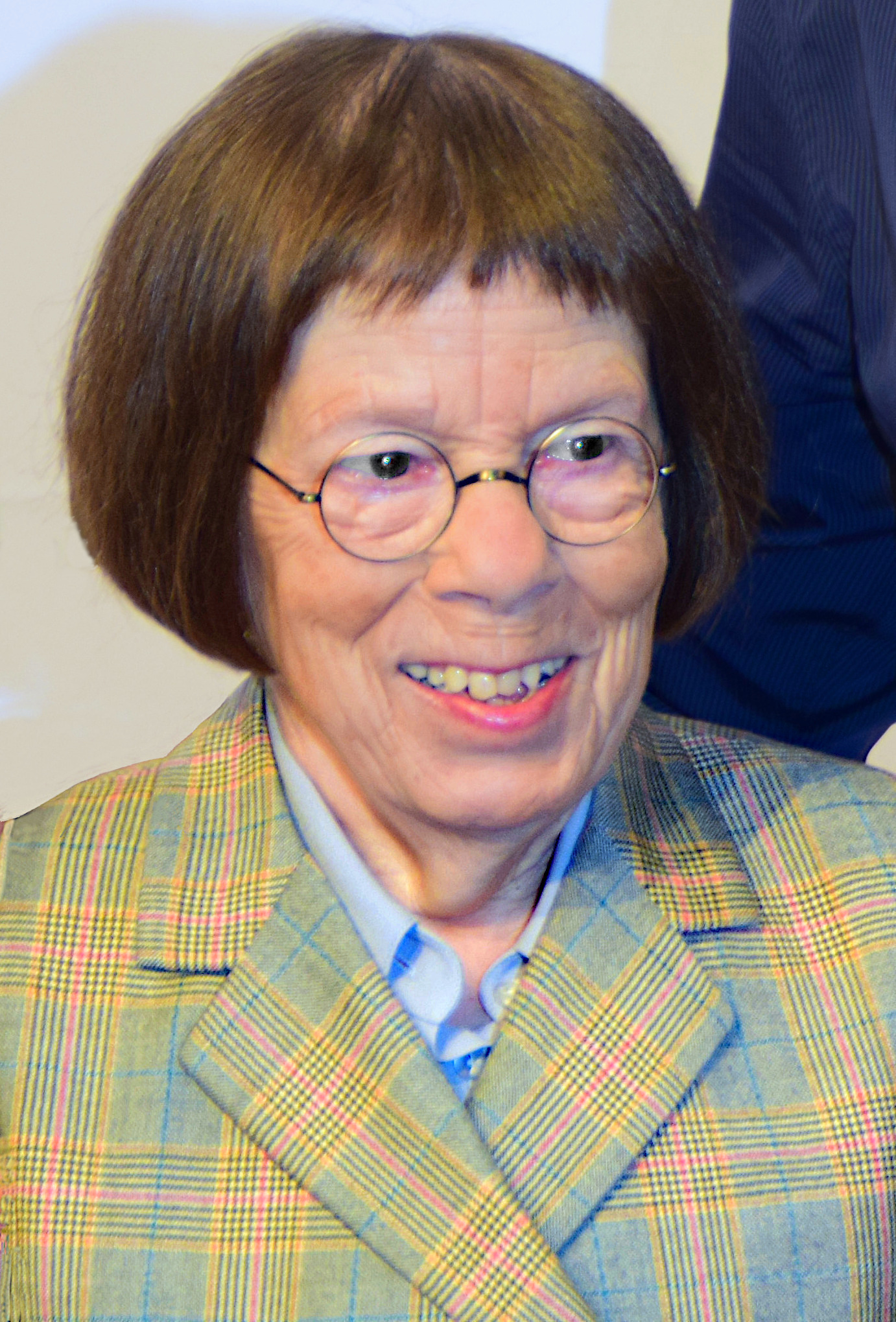
L'attrice Linda Hunt, una delle celebrità paragonate all'aspetto di Edna.

Secondo Thomas S. Hischak, Edna si preoccupa tanto dell'aspetto dei costumi che disegna quanto dei loro usi e della loro praticità, dimostrando di essere in grado di progettare abiti che possano allungarsi, cambiare forma e resistere all'arrivo di attacchi come missili e incendi. VPRO ha trovato somiglianze tra la pettinatura e la personalità del personaggio con quella di Anna Wintour, la somiglianza che Katherine Derla di Tech Times ha nominato come "la prima cosa che gli spettatori probabilmente ricorderanno" guardando il personaggio. Alla domanda sulle presunte somiglianze tra lei e il personaggio, la Wintour ha rivelato di non aver ancora visto il film. Derla ha anche scritto che Edna potrebbe essere capace di "governare il mondo", ma opta di lavorare dietro le quinte. 
Considerandosi "troppo talentuosa" per progettare abiti per normali esseri umani, Edna risente il fatto di essere stata costretta a ricorrere alla progettazione di abiti per top model durante la quindicennale assenza dei supereroi. Il personaggio ritiene che progettare abiti per supereroi sia simile a lavorare per gli dei, e quindi si considera superiore agli altri stilisti. Nonostante il suo considerevole successo come una delle migliori stiliste di moda a livello internazionale, Edna desidera tornare a lavorare con i supereroi in modo da poter sfidare i suoi progetti "fondendo le ultime tecnologie con il suo impeccabile senso della moda". Nonostante abbia progettato costumi elaborati, Edna preferisce un'estetica più semplice per se stessa, generalmente evitando smalti e accessori. Oltre ad essere una talentuosa stilista, Edna ha anche dimostrato competenza nella psicologia. Oltre a progettare i loro vestiti, offre consigli ai suoi clienti ogni volta che sente di averne bisogno, dimostrando "zero tolleranza per la debolezza emotiva".

## Accoglienza
Il pubblico è stato subito affascinato da Edna fin dal suo debutto. Edna si è rapidamente affermata come una delle preferite dai fan quando il film è stato distribuito nel 2004. Diversi critici hanno descritto Edna come un personaggio che ruba la scena. Ken Hanke, scrivendo per Mountain Xpress, ha considerato Edna tra i personaggi del film che "sono deliziosi e molto divertenti", evidenziando in particolare il monologo anti-mantello del personaggio. Dorothy Woodend, scrivendo per The Tyee, ha definito il personaggio "più interessante di tutti gli Incredibili messi insieme". Descrivendola come "un personaggio di cui mi piacerebbe vedere di più", Woodend ha continuato scrivendo che il personaggio "ruba le scene, e fa cose favolose con esse". Definito come uno degli "aspetti salienti del film", Kevin Lally del Film Journal International ha descritto il monologo anti-mantello del personaggio come "inestimabilmente divertente", un parere con cui Matt Brunson di Creative Loafing si è trovato d'accordo.
Bird ha ottenuto il plauso della critica per la sua esibizione. Nell Minow di Common Sense Media ha scritto che Bird "interpreta il personaggio più divertente del film", mentre Perry Seibert di AllMovie ha descritto la sua interpretazione come "spaventosamente divertente". Scott Chitwood, scrivendo per  ComingSoon.net, ha approvato, scrivendo che Bird è "assolutamente divertente come Edna". Carla Meyer, scrivendo per il San Francisco Chronicle, ha affermato che il doppiaggio di Bird come Edna "mostra la sua versatilità".

## Impatto
La popolarità di Edna tra il pubblico l'ha resa la protagonista del film. Gregory E. Miller del New York Post ha citato l'impatto di Edna significativo nel primo film, nonostante appare relativamente per poco tempo mentre la scrittrice di HelloGiggles Sydney Bucksbaum l'ha incoronata come "vera eroina" del film. Secondo Valentina Fabbri di Vogue Italia, Edna è uno dei personaggi più amati della Pixar, mentre Julia Emmanuele di Hollywood.com l'ha soprannominata come "uno dei personaggi Pixar più memorabili di tutti i tempi" che alla fine è diventata "il motivo della longevità del film", nonostante il suo sia soltanto un ruolo secondario. L'autrice di Uproxx Donna Dickens ha scritto che il personaggio "è entrato nella storia della cultura pop" dal momento in cui ha iniziato il suo monologo sui mantelli.
Molte pubblicazioni inseriscono costantemente Edna tra i più grandi personaggi di Pixar. Edna è stata posizionata da Tech Times settima, da IGN ottava, da Rolling Stone nona, inclusa da ScreenRant e GamesRadar nelle loro liste dei migliori personaggi della Pixar. Inoltre, quest’ultima pubblicazione ha incluso Edna tra i 12 migliori personaggi secondari della Pixar, così come D2, che l’ha ritenuta "un'icona a sé stante". The Odyssey Online ha pubblicato un articolo intitolato "Perché Edna è l'eroina Disney che non abbiamo mai saputo di aver bisogno", in cui l'autore Erin Farmer l'ha soprannominata "la vera eroina del franchise Disney", confrontando i suoi discorsi motivazionali con quelli di Mahatma Gandhi. GamesRadar ha classificato la scena introduttiva di Edna il dodicesimo miglior momento in un film Pixar, ritenendola "la perfetta incarnazione dell'approccio ironico e realistico del film". Entertainment Weekly ha in modo simile ritenuto il discorso anti-mantello di Edna il dodicesimo miglior momento della Pixar. Nel 2015, E! ha classificato Edna decima nella loro lista di "11 personaggi Disney dimenticati che dovrebbero assolutamente essere tra i tuoi preferiti".
Nel 2015, Empire ha classificato Edna come il centesimo miglior personaggio cinematografico di tutti i tempi. Nel giugno 2018, Carlye Wisel di Racked ha incoronato Edna "il più grande personaggio cinematografico della moda", ritenendola "la migliore personalità della moda immaginaria mai esistita, animata o non". L’ha ritenuta migliore di Miranda Priestly, interpretata da Meryl Streep, de Il diavolo veste Prada, insistendo sul fatto che Edna "sia più radicata e vera" di Miranda, che viene spesso considerata come "il miglior personaggio cinematografico di moda".
Il monologo di Edna contro l'uso dei mantelli nei costumi dei supereroi è diventato una delle frasi più popolari tra i fan dei supereroi. Edna è diventata così popolare che i fan hanno iniziato a chiedere uno spin-off dei film che ruota attorno al personaggio. ScreenRant ha classificato Edna la terza eroina della Pixar che più merita il suo film; l’autore Wednesday Lee Friday ha scritto: "Ci sono così tante cose che la Pixar potrebbe fare con Edna, potrebbe essere degna di una trilogia". Per promuovere l'imminente sequel del film in cui è prevista la comparsa di Edna, Disney ha pubblicato un teaser trailer che presenta varie celebrità coinvolte nell'industria della moda che rendono omaggio a Edna e che descrivono il modo in cui il personaggio li ha influenzati, tra cui le modelle Heidi Klum, Kendall Jenner e Rachel Zoe. Nel 2018, Edna è stata ampiamente utilizzata nella campagna pubblicitaria del secondo film.